# 化學星空
化學星空（Chemical Galaxy）是菲利普·史都華發明的一種新的元素周期表展示方法。星空圖基於化學元素的周期性，使元素以螺旋形排列，很好地表述了元素隨質子數目增加而顯示出的各種性質。實際上，化學星空並非第一個螺旋形元素周期表，在門捷列夫之前便有人做過這樣的嘗試。截止到目前為止，化學星空是這些嘗試中最令人滿意的。

## 歷史
1951年，藝術家埃德加·朗曼發現將化學周期表展示為一個橢圓形螺旋更能反應元素周期律的本質，並將他的作品在英國科學藝術節上進行了展出。儘管這件作品當時幾乎不可能被用作日常教學用途，時年12歲的史都華卻頗受啟發，他認為朗曼的作品十分接近宇宙的圖像。史都華說：「我意識到那些組成了多姿多彩的星空的元素，本身就能被排成星空。」2004年，史都華重新對其少年時的想法進行整理，發表了化學星空。他曾表示，自己的作品「要將微觀的原子世界與宏觀的宇宙世界聯繫在一起」。
儘管化學星空最早是為吸引人們從事業餘化學研究而創造，它對元素間關係的表達仍然完全符合科學。由於采用了螺旋形，化學星空並未破壞元素間的聯繫。另外，愛好者們重新製作了一個修改版，化學星空第二版。這個版本對鑭系與錒系的位置進行了改進。化學星空第二版尚未正式發布。

## 特點
化學星空是自門捷列夫的周期表以來，最被廣泛接受的一個元素分類法。在美國，部分學校采納化學星空作为教授内容；在英國，皇家化學學會曾將該表格發給所有英國高中。
化學星空一個被廣泛稱贊的優點是它留有0號元素的位置。0號元素（即純中子元素）是中子星的主要組成，由於宇宙中估計有超過1億個中子星，0號元素甚至比許多常見元素還要常見。由於元素周期表沒有0號元素的位置，這個元素長期以來被人們忽視。
但是，化學星空的創作目的不是為了取代門捷列夫的周期表，而是展示一個更加生動，更加引人入勝的補充說明。

## 外部連結
- 化學星空（官方站點）
- 元素周期表 （页面存档备份，存于）